# Anemia macrocitica
Per anemia macrocitica si intende una forma di anemia (quindi emoglobina bassa) in cui il volume corpuscolare medio (MCV) è superiore ai valori normali. È una forma di anemia causata da deficit di vitamina B12 o folati, causata da un malassorbimento intestinale (prevalentemente per deficit a livello dell'ileo).